# Graciana Silva
Graciana Silva García (Puente Izcoalco, 18 de diciembre de 1939 - Veracruz, 29 de julio de 2013), artísticamente conocida como la Negra Graciana, fue una cantante y arpista mexicana intérprete de sones jarochos.

## Biografía
Nació en Puente Izcoalco, municipio de Medellín, Veracruz, el 18 de diciembre de 1939.
Proveniente de una familia de músicos, desde muy pequeña Graciana tuvo contacto con la música veracruzana. Su padre era jaranero, su madre cantaba e improvisaba versos, su hermano Pino Silva toca la jarana, el violín y canta (formó parte de su grupo de músicos) y algunos de sus tíos son arpistas también. Aprendió a tocar el arpa a la edad de 10 años, cuando su padre (a cambio de un lechón), le pidió a un arpista ciego llamado Rodrigo Rodríguez que le enseñara a tocar el arpa a su hijo Pino Silva (hermano de Graciana).
Ella, mientras Pino escuchaba las lecciones, tomaba una silla y aprendía las posiciones de los dedos. Furtivamente, tomaba el arpa y repetía las lecciones de su hermano, de manera tan virtuosa que Rodríguez dijo: "Quien va a aprender es la chiquilla, el niño no."
"Cuando el cieguito empezó a afinar el arpa, sentí como si me diera un salto el corazón. Fue entonces que me dije: yo voy a tocar el arpa", afirmó Graciana años después.
Estuvo casada en dos ocasiones y tuvo ocho hijos.

## Carrera musical
En la juventud de Graciana, su padre la llevaba a las tradicionales fiestas de la región para tocar con su grupo musical, con el que se ganaba la vida. El público se maravillaba de que una jovencita pudiera tocar el arpa con tal sensibilidad y dominio. La fama de Graciana se extendió por los alrededores de Veracruz.
Su maestro Rodrigo Rodríguez siempre se mantuvo como su guía, y ella rechazó ofertas de otros músicos que le ofrecían enseñarle otras técnicas. "Yo sólo puedo hacerlo de la manera que me enseñaron; feo o bonito, es mi forma de tocar. Mis esperanzas y entusiasmo siempre han salido del arpa. Simplemente, me viene del corazón."
Al principio tocaba el arpa con los arpegios usuales, hasta que muy pronto tuvo la destreza necesaria para los rápidos cambios e improvisaciones, que se convirtieron en su sello característico. Ella es también conocida por sus décimas (diez versos alineados) cantadas, en su mayoría improvisadas, siempre con humor y una pizca de ironía, que hablan de los temas cotidianos, especialmente los romances y el amor a sus propias tradiciones.
Durante muchos años recorrió con su arpa casi todos los bares del puerto de Veracruz, lo cual le valió para ser conocida por la gente que frecuenta los portales de la calle de Lerdo. En uno de esos bares conoció a Eduardo Llerenas, productor musical y fundador de la disquera independiente Discos Corasón, quien quedó sorprendido por la gracia de su voz, ingenio y virtuosismo.
Llerenas regresó varias noches consecutivas y le propuso hacer una grabación. Graciana aceptó, y en 1994 grabaron su ópera prima La Negra Graciana, Sones Jarochos con el Trío Silva, en compañía de su hermano Pino Silva, Zeferino Romero en el requinto y su cuñada Helena Huerta, quien es también arpista y posee una pequeña granja de guajolotes que utilizó como un improvisado estudio de grabación. En este lugar grabaron 18 canciones tradicionales y muy antiguos sones jarochos, que el padre de Graciana había amado en su época, como El Siquisirí o El Balajú.
Este álbum le valió a Graciana y a su trío ser invitados a tocar en prestigiosos teatros de Europa y América como el Royal Festival Hall y el Barbican de Londres, el Harbour Centre de Toronto y el Theatre de la Ville de París. En este último se grabó su segundo álbum La Negra Graciana: En vivo desde el Theatre de la Ville, París, lanzado en 1999.
Participó también en The México-Festival in Berlin (15 de septiembre de 2002 - 1 de diciembre de 2002).
El repertorio musical de Graciana fue extenso; ejecutó piezas de gran tradición y antigüedad, como El Colás, La Bruja, El Siquisirí, La Bamba, El Torito, La Candela, La Guacamaya, El Cascabel, El Conejo y La Indita, entre cientos más.
En sus actuaciones, Graciana aparecía con un típico ensamble de son jarocho. Además de su arpa jarocha, dos jaranas, un requinto y una guitarra de cuatro cuerdas. Los sones de México siempre se han asociado con ciertas tradiciones de danza, por lo que los conciertos de Graciana incluían bailarines siempre que era posible, que contribuían a los ritmos con sus zapateos, estos últimos ejecutados por su hija menor, Guadalupe Córdoba, quien formó parte del ballet folklórico de la Universidad Veracruzana.
Graciana definía su estilo de tocar el arpa como "a lo antigüito". Su forma era más lenta y menos recargada que la de varios de sus colegas, que desde los años 50 han estado tratando de hacer el son jarocho más bonito y comercial. Rara vez utiliza el arpa como instrumento solista, más bien la usa para acompañar a sus décimas en las que ella y su hermano Pino reflexionan sobre todo y todos.

## Homenaje
En el año de 2015, por parte del gobierno de municipal del puerto de Veracruz y la secretaria de turismo de Veracruz, se develó una escultura de la Negra Graciana en el callejón Trigueros esquina calle Aquiles Serdán de la colonia centro de la ciudad de Veracruz.

## Discografía
- Sones jarochos con el Trío Silva (1994)
- En vivo desde el Theatre de la Ville (1999)
- Moliendo café (2004)